# 圣乌尔夫
圣乌尔夫（法語：Saint-Oulph，法語發音：[sɛ̃.t‿ulf]）是法国奥布省的一个市镇，属于塞纳河畔诺让区。

## 地理
圣乌尔夫（48°31'7"N, 3°52'1"E）面积10.94 平方千米，位于法国大東部大區奥布省，该省份为法国中北部省份，北起马恩省，西接塞纳-马恩省，西南至约讷省，东南至科多尔省，东临上马恩省。
与圣乌尔夫接壤的市镇（或旧市镇、城区）包括：沙特尔、奥布河畔埃特雷勒、奥布河畔隆格维尔、塞纳河畔梅里、克莱勒。

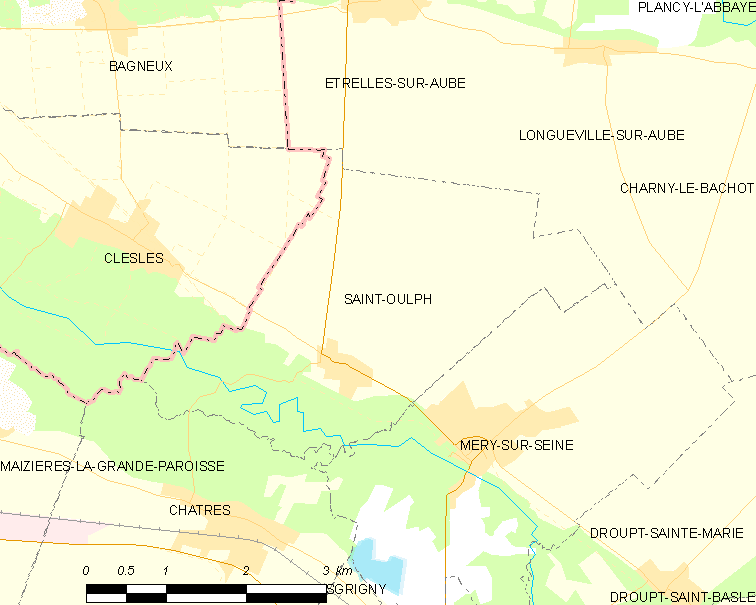
圣乌尔夫的OSM定位图

圣乌尔夫的时区为UTC+01:00、UTC+02:00（夏令时）。

## 行政
圣乌尔夫的邮政编码为10170，INSEE市镇编码为10356。

## 政治
圣乌尔夫所属的省级选区为特鲁瓦附近克勒内县。

## 人口

1962-2008年间圣乌尔夫人口变化图示

圣乌尔夫于2022年1月1日时的人口数量为326人。